# Johann II Bernoulli

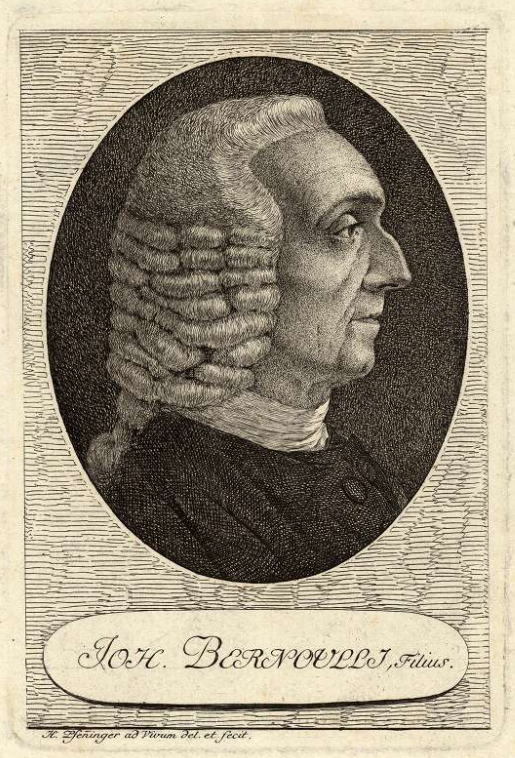
Johann II Bernoulli

Johann II Bernoulli (* 18. Mai 1710 in Basel; † 17. Juli 1790 ebenda) war ein Schweizer Mathematiker, Physiker und Jurist aus der berühmten Basler Mathematiker-Familie Bernoulli.

## Leben
Johann II Bernoulli war der dritte von fünf Söhnen von Johann I Bernoulli. 1724 erhielt er mit Leonhard Euler den Magister-Titel und studierte dann wie auch Maupertuis, dessen enger Freund er wurde, bei seinem Vater. 1732 wurde er in Jura promoviert. Danach trat er eine Europareise an. Er besuchte seinen Bruder Daniel Bernoulli in St. Petersburg und war in Paris. Danach war er in Basel, wo er Mitarbeiter seines Vaters war, 1743 Professor für Beredsamkeit und 1748 nach dessen Tod der Nachfolger seines Vaters als Professor für Mathematik wurde. Dazu beigetragen hatte, dass er nicht weniger als viermal den Preis der Académie des sciences gewann (1736 mit einer Arbeit über die Ausbreitung des Lichts, 1737 über die Form von Ankern, 1741 über Schiffswinden, 1746 mit Daniel Bernoulli über Theorie des Magneten). 1765 amtierte er als Rektor der Universität Basel.
Bernoulli erhielt von Euler und Maupertuis Einladungen nach Berlin, wurde aber 1746 nur auswärtiges Mitglied der Berliner Akademie. Als sein Freund Maupertuis – nicht zuletzt auf Betreiben von Voltaire – als Präsident der Berliner Akademie abgesetzt wurde, kam dieser 1756 zu ihm nach Basel, wo er die letzten drei Jahre seines Lebens verbrachte. Nach dem Tod von Maupertuis schickte Bernoulli seinen Sohn Johann III Bernoulli nach Berlin. Johann II Bernoulli führte eine umfangreiche wissenschaftliche Korrespondenz (mehr als 900 Briefe sind erhalten). Er gab auch die Werke seines Vaters Johann I heraus.
Ab 1746 war er auswärtiges Mitglied der Preußischen Akademie der Wissenschaften. 1782 wurde er in die Académie des sciences gewählt.